# Luis Rodríguez Chacón
Luis Rodríguez Chacón, más conocido como Luis Chacón (Puentedeume, 30 de mayo de 2000), es un futbolista español que juega como media punta en el  Real Club Deportivo de La Coruña.

## Trayectoria
Luis Chacón nació en Puentedeume, La Coruña, y se formó en las categorías inferiores del Racing Club de Ferrol. Debutó con el primer equipo del Racing el 27 de noviembre de 2016, a los 16 años, en un partido de Segunda División B contra la Unión Deportiva Somozas.
Al finalizar su etapa juvenil en 2019, fue cedido por dos temporadas a la Unión Deportiva Somozas en Tercera División, donde continuó su desarrollo.
Para la temporada 2021-22, Chacón regresó al Racing Club de Ferrol en la recién creada Primera Federación, integrándose al primer equipo. En la temporada 2022-23, fue una pieza clave en el equipo, que logró el ascenso a Segunda División al finalizar en primera posición del Grupo I de la Primera Federación, con Chacón participando en 29 partidos y anotando 5 goles.
El 24 de agosto de 2023, firmó contrato con el Club Deportivo Arenteiro en la Primera Federación. Tras una temporada destacada con el Arenteiro, en la que el equipo finalizó en octavo lugar, Chacón recibió ofertas de varios clubes de Primera Federación. Finalmente, el 12 de julio de 2024, firmó un contrato con el Real Club Deportivo de La Coruña hasta 2028.
El 30 de agosto de 2024, fue cedido a la Cultural y Deportiva Leonesa para la temporada en curso. Ascendió a segunda división.
El 6 de junio de 2025 la Cultural y Deportiva Leonesa anunció el fin de su cesión y su regreso al Real Club Deportivo de La Coruña. La Cultural, en su comunicado, agradeció al jugador su aportación durante la temporada y también le deseó un futuro lleno de éxitos.

## Clubes
Actualizado al último partido disputado el 12 de octubre de 2024.
| Club                                  | País   | Año       | Partidos | Goles |
| ------------------------------------- | ------ | --------- | -------- | ----- |
| Racing Club de Ferrol                 | España | 2016-2020 | 1        | 0     |
| Unión Deportiva Somozas (cedido)      | España | 2020-2021 | 3        | 0     |
| Racing Club de Ferrol                 | España | 2021-2023 | 56       | 5     |
| Club Deportivo Arenteiro              | España | 2023-2024 | 38       | 10    |
| Real Club Deportivo de La Coruña      | España | 2024-2025 | 1        | 0     |
| Cultural y Deportiva Leonesa (cedido) | España | 2024-2025 | 27       | 10    |